# Adrianus Herman van Luyn

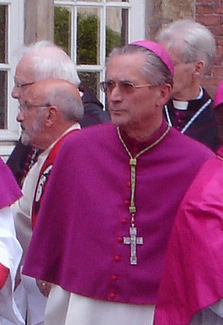
Bischof Adrianus Herman van Luyn

Adrianus Herman van Luyn SDB – kurz Ad van Luyn (* 10. August 1935 in Groningen) ist emeritierter Bischof von Rotterdam.

## Leben und Wirken
Van Luyn wurde als fünftes von zehn Kindern in Groningen geboren. Er ging ab 1948 auf das kleine Seminar der Salesianer Don Boscos in Ugchelen und entschloss sich, wie auch zwei seiner Brüder, Salesianer Don Boscos zu werden. 1954 legte er seine ersten Gelübde ab. 1955 begann er seine philosophischen Studien für das Lehramt in Twello. Nach praktischer Tätigkeit setzte er seine Studien mit der Theologie am Athenäum der Salesianer Don Boscos in Turin fort. 1964 schloss er mit dem theologischen Lizenziat ab und empfing am 9. Februar 1964 die Priesterweihe durch den Nuntius Beltrami in ’s-Heerenberg. Nach weiteren praktischen Tätigkeiten als Lehrer für Latein und Griechisch in ’s-Heerenberg und Den Haag schrieb er sich zum Promotionsstudium in Systematischer Theologie an der Katholischen Universität Nijmegen ein. Während dieser Zeit war er in der Niederlassung in Nijmegen Studienpräfekt. 1969 legte er sein dogmatisches Doktoratsexamen ab. Von 1969 bis 1974 war er Direktor des salesianischen Theologikums in Nijmegen und wirkte als Sekretär des Provinzials. Außerdem lehrte er am Albertinum Nijmegen Fundamentaltheologie.
Von 1969 bis 1975 war er Provinzialvikar und von 1975 bis 1981 Provinzial der niederländischen Provinz der Salesianer Don Boscos. Von 1978 bis 1981 was er Vorsitzender der Konferenz der niederländischen Obern der Priesterorden. 1980 ernannte ihn Papst Johannes Paul II. zum Mitglied der Besonderen Synode der Bischöfe in den Niederlanden in Rom. Die Kongregation der Salesianer Don Boscos ernannte ihn 1981 zum Provinzialobern für die Studienhäuser der Päpstlichen Universität der Salesianer in Rom. Mit der Ernennung zum Generalsekretär der Römisch-katholischen Kirchengenossenschaft in den Niederlanden kehrte er 1991 in die Niederlande zurück.
Papst Johannes Paul II. ernannte ihn am 27. November 1993 zum Nachfolger von Ronald Philippe Bär OSB als vierten Bischof von Rotterdam. Die Bischofsweihe erfolgte am 12. Februar 1994 durch Kardinal Adrian Simonis, Monsignore Huub Ernst und Bischof Tarcisio Bertone SDB. Sein Wappenspruch lautet: Collabora Evangelio.
Im Januar 1995 übernahm er von Bischof Ernst das Amt als Vorsitzender der niederländischen Sektion der katholischen Friedensbewegung Pax Christi. Von 2000 bis 2006 wirkte der polyglotte Bischof als Vizepräsident, von 2006 bis 2012 als Präsident der 1980 ins Leben gerufenen EU-Bischofskommission COMECE. Von Januar 2008 bis Juli 2011 war er Vorsitzender der Niederländischen Bischofskonferenz. Van Luyn gehörte außerdem dem Päpstlichen Rat für die Kultur an.
Am 14. Januar 2011 nahm Papst Benedikt XVI. das von Adrianus Herman van Luyn aus Altersgründen vorgebrachte Rücktrittsgesuch vom Amt des Bischofs von Rotterdam an.
Adrianus Herman van Luyn engagiert sich für zahlreiche Sozialprojekte im Heiligen Land. 2010 wurde er von Kardinal-Großmeister John Patrick Foley zum Komtur mit Stern des Ritterordens vom Heiligen Grab zu Jerusalem ernannt und durch Antonius Hurkmans, Großprior der niederländischen Statthalterei, in den Päpstlichen Laienorden investiert.

## Schriften
- Subsidiarität – ein Baustein nicht nur für Europa (Kirche und Gesellschaft, Grüne Reihe, hrsg. von der Katholischen Sozialwissenschaftlichen Zentralstelle Nr. 404), J. P. Bachem Medien, Köln 2013, ISBN 978-3-7616-2689-4.
- Modern en devoot. Geloven in de Randstad. Baarn 1999
- Solidair en sober. Dienstbaar in de Randstad. Kampen 2001
- Geroepen en verantwoordelijk. Luisteren in de Randstad. Kampen 2003
- Jongeren op weg. Brieven aan een jonge pelgrim. Antwerpen/Rotterdam 2004
- Samenwerken voor het Evangelie. Antwerpen 2004
- Samen verder. Wegen naar vergeving en verzoening. Tielt 2006
- Waarden en deugden. Zorgvuldig in de Randstad. Kampen 2006
- Politiek en metapolitiek. Gewetensvol in de Randstad. Kampen 2008
- L'Unione Europea e la Dottrina sociale della Chiesa. In cammino verso Emmaus. Vaticaanstad 2009
- Autonoom en heteronoom. Evenwichtig in de Randstad. Utrecht 2011
- A Common Root A Common Hope. Dutch Roman Catholic Church and Judaism, 1994-2011, Documents and speeches. Utrecht 2011
- De weg van de dialoog. Bruggen slaan tussen kerk en samenleving. Utrecht 2015

Predigten Bündeln
- Samenwerken voor het Evangelie. Antwerpen 2004
- Omwille van het Evangelie. Baarn 2015